# Curraleira
Curraleira était un quartier de Lisbonne, au Portugal,. Datant du XXe siècle,, c'était l'un des bidonvilles les plus grands et les plus anciens de Lisbonne, Il était situé dans la freguesia de São João, inséré dans l'une des pentes du Vale de Chelas entre Picheleira, le cimetière d'Alto de São João, Penha de França et Alto do Pina. Avec les quartiers de Calçada do Carrascal et Rua do Sol a Chelas, il a accueilli un total de 564 familles.
Le quartier était composé de logements précaires construits en bois, zinc et maçonnerie et sans accès à l'assainissement de base, à l'eau et à l'électricité.
Un grand incendie en 1975 fait deux morts et détruit plusieurs dizaines de bâtiments,. Cet événement a conduit les habitants à s'organiser en coopérative (Horizonte) et a déclenché un processus au sein du Service local d'appui mobile (SAAL) pour reloger les personnes affectées par la construction du quartier de Horizonte,,,. En l'honneur du défunt, une croix de métal a été érigée et une peinture murale a été peinte sur l'une des façades du Bairro Carlos Botelho, dans le cadre du projet PA-REDES,,,.
Le processus de relogement des habitants et de démolition du quartier a eu lieu en novembre 2001, sa population étant répartie dans le nouveau quartier de Quinta do Lavrado et dans des logements sociaux de Picheleira (rues João do Nascimento Costa et Carlos Botelho),. Toutes ces agglomérations ont été classées quartiers et zones d'intervention prioritaire (ou ZIP) en 2010 par la mairie de Lisbonne et intégrées dans le programme USER de l'Union européenne en vue de leur rénovation et de l'amélioration de l'environnement urbain.